# آپریل پارکر جونز
آوریل پارکر جونز (به انگلیسی: April Parker Jones) بازیگر آمریکایی است.
از فیلم‌هایی که وی در آن نقش داشته است می‌توان به سریال سوپرگرل اشاره کرد.